# Víctor Yaipén
Víctor Manuel Yaipén Uypán (Monsefú, 14 de abril de 1956 - Lima, 19 de enero de 2025) fue un músico y empresario peruano, reconocido por su contribución a la cumbia. Cofundador del Grupo 5 junto a su hermano Elmer en 1973, posteriormente creó la Orquesta Candela. 
Es considerado como una de las figuras más influyentes del género en el país. Su legado perdura en la influencia ejercida sobre nuevas generaciones de músicos y en la vigencia de la cumbia como parte del repertorio musical del Perú.

## Biografía
Nació en 1955 en Monsefú, un distrito de la región Lambayeque, Perú. Desde joven mostró interés por la música, influenciado por el entorno musical de su familia. En 1973, junto a su hermano Elmer, fundó el Grupo 5, inicialmente enfocado en baladas y posteriormente en la cumbia. La agrupación se convirtió en una de las más representativas del género en Perú.
Años después, decidió formar su propia agrupación, la Orquesta Candela, con la que consolidó su carrera como líder y productor musical. Bajo su dirección, la orquesta alcanzó gran popularidad, destacando en la escena nacional con éxitos que trascendieron generaciones.
En los últimos años, Yaipén enfrentó problemas de salud derivados de la diabetes y una insuficiencia renal. Falleció el 19 de enero de 2025, a los 69 años. Su legado sigue vigente en la música peruana, influenciando a nuevas generaciones de artistas y seguidores de la cumbia.

## Obra

### Estilo musical
La música de Víctor Yaipén se basó en la cumbia norteña con influencias de otros géneros tropicales, como el merengue y la balada. Durante su etapa en el Grupo 5, la agrupación incorporó teclados electrónicos y realizó arreglos melódicos que definieron su sonido dentro del género.
En la Orquesta Candela, mantuvo un enfoque similar, con adaptaciones a las tendencias contemporáneas. Las letras de las canciones en las que participó suelen abordar temáticas sentimentales y están acompañadas por una instrumentación rítmica y melódica. Además, introdujo instrumentos peruanos como la zampoña, quena y charango, enriqueciendo la cumbia con sonidos autóctonos. Su influencia en la cumbia peruana se reflejó en la continuidad de su estilo en agrupaciones posteriores.

## Legado
Víctor Yaipén desempeñó un papel clave en la evolución de la cumbia peruana, contribuyendo a su modernización y expansión a lo largo de varias décadas. Su trabajo como músico y director de agrupaciones influyó en la consolidación del género, incorporando elementos de la cumbia tradicional con arreglos contemporáneos que facilitaron su aceptación en distintos sectores del público. A lo largo de su carrera, colaboró con numerosos artistas y ayudó a establecer un estilo característico dentro de la cumbia peruana, destacándose por su capacidad de adaptación a las nuevas tendencias sin perder la esencia del género.
Tras su fallecimiento el 19 de enero de 2025, diversas agrupaciones de cumbia, entre ellas Grupo 5, Hermanos Yaipén y Orquesta Candela, organizaron un concierto en su memoria, en reconocimiento a su trayectoria y aportes al desarrollo del género. Dicho evento reunió a músicos de distintas generaciones, evidenciando la influencia de Yaipén en el ámbito musical peruano y su impacto en la escena artística. La realización de este homenaje refleja el lugar que ocupa en la historia de la cumbia y el reconocimiento de su legado dentro de la industria musical.

## Discografía

### Álbumes de estudio

#### Grupo 5
- 1980: No pongas ese disco
- 1981: Recuérdame
- 1983: El show internacional del... Grupo 5
- 1984: Sueño contigo
- 1992: Corazón herido
- 1994: Amarte hasta la muerte

#### Orquesta Candela
- 2014: Solo Éxitos
- 2018: 23 Años de Historia
- 2021: Celebrando mi historia (En Vivo)
- 2023: Si no te tengo
- 2023: Tú y Yo